# 中台神學院
中台神學院是一所在臺灣台中市的神學院。原名為「聖經書院」創立於1951年，於1959年改稱中台神學院。1978年出現第一位台灣籍院長「蘇曉星牧師」，在此之前一直是由西國宣教師所擔任。

## 歷史
- 1951年10月由遠東宣教會（今 國際宣教會）與台灣聖教會合作創辦「聖經書院」，首任院長吉愛慕牧師，最初租借太平路24號兩間別墅。
- 1952年得到台中市長楊基先幫助，購得雙十路二段45巷內的2甲9分土地作為校地，得到世界展望會創辦人鮑伯·皮爾斯的捐助，開始開工。
- 1953年大樓落成，命名為「皮爾斯大樓」（Pierce Hall）以茲紀念。
- 1959年校名改稱「中台神學院」。
- 1964年課程改成學分制。
- 1968年增設神學研究班。
- 1972年出售三民路校地約2500坪，以籌資增建教室、禮堂、宿舍。
- 1980年台中市政府徵收校地517坪以拓寬錦南街。
- 1989年台中市政府徵收校地365坪以開闢錦新街；學士學位獲得亞洲神學協會承認。
- 1994年亞洲神學協會承認碩士學位。
- 1999年3月12日，國際宣教會將這五千坪的75%贈送學校。
- 2006年雙十路校地賣予益民建設，遷校至林森路，隔年雙十路校地上建物全數拆除，僅存門柱遺址與椰林道還在。

## 組織
- 董事長：柯淑華
  - 董事：王興道、貝于嵐、威樂義、陳光宇、陳建信、張豊裕、孫寶年、葉光洲
  - 監察人：張五益
    - 院長：趙大衛

- 院長室
- 副院長室
- 教務處
- 進修推廣教育處
- 學生事務處
- 實習處
- 教牧諮商中心/會心園
- 圖書館
- 企劃處
- 總務處

## 外部連結
- 中台神學院（页面存档备份，存于）
- 中台神學院教務 Central Taiwan Theological Seminary的Facebook專頁
- 中台神學院圖書館（页面存档备份，存于）